# Унтерзен
Унтерзен (нем. Unterseen) — коммуна в Швейцарии, в кантоне Берн.
Входит в состав округа Интерлакен. Население составляет 5491 человек (на 31 декабря 2006 года). Официальный код — 0593.

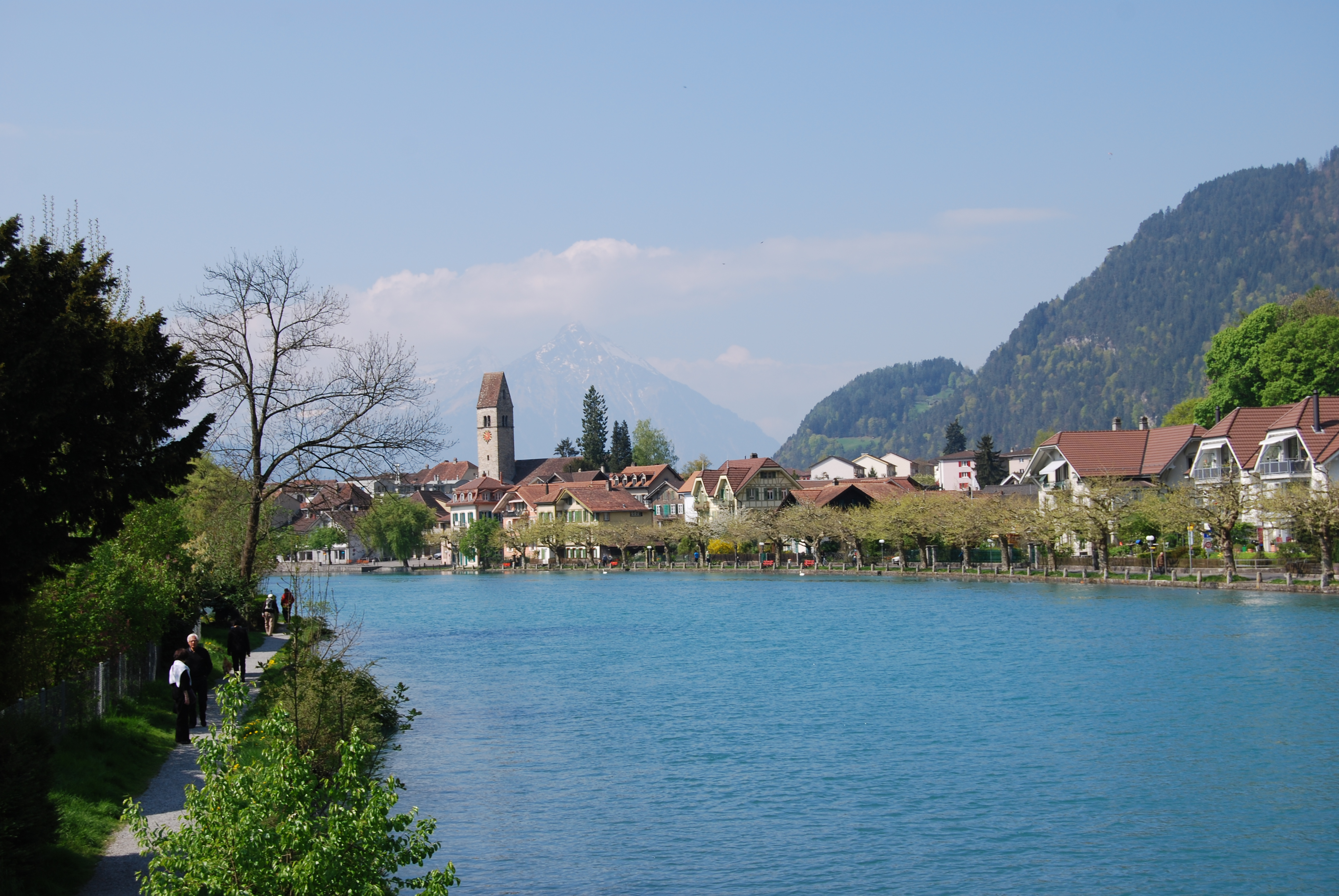
Унтерзен